# 黃巽 (弘治進士)
參數所指定的目標頁面不存在，建議更正成存在頁面或直接建立下列一個頁面（建立前請先搜尋是否有合適的存在頁面可以取代）：
- 黃巽

黃巽（1469年—？），字啓亨，浙江寧波府鄞縣人，民籍，明朝政治人物。

## 生平
弘治五年（1492年）壬子科浙江鄉試第五十名舉人。弘治十五年（1502年）中式壬戌科會試第四十四名，二甲第七十八名進士。官至湖广岳州府知府，十三年致仕。

## 家族
曾祖黃潤玉，前按察司僉事；祖父黃隆，按察司副使；父黃毅，母丘氏。慈侍下。